# Mègara
|  | Per a altres significats, vegeu «Mègara (mitologia)». |

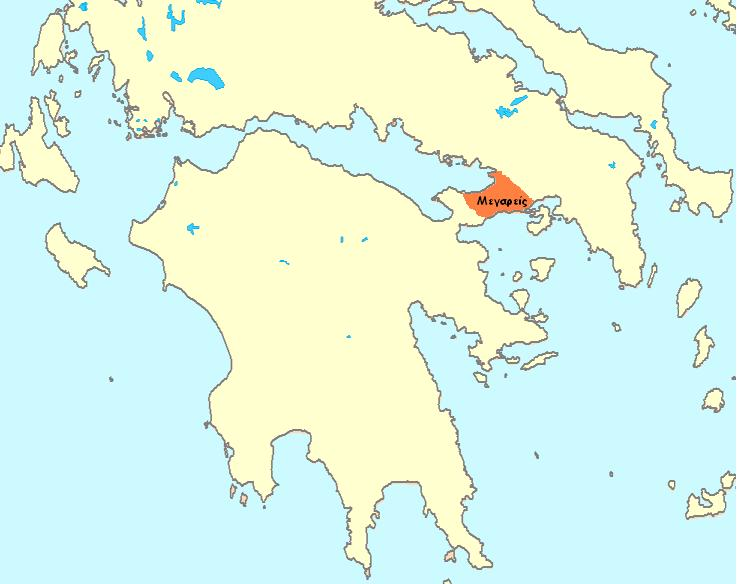
Situació geogràfica de Mègara

Mègara (en grec antic: Μέγαρα) va ser una ciutat de Grècia al golf Sarònic, en una plana entre les muntanes Geraneies i les Kerata, al peu d'un doble turó anomenat Cària (Καρία) i Alcathoe (Ἀλκαθόη). No gaire lluny tenia el port, anomenat Nisea (Nisaea, Νίσαια o Νισαία), situat en una illa anomenada Minoa (Μινώα). La ciutat connectava amb el port per unes muralles. El seu territori es deia Megaris.
Mègara és una ciutat dòrica, probablement fundada pels doris quan van arribar a la zona. Tradicionalment, es diu que va ser una colònia de Corint i Messènia, especialment de la primera. Per molt de temps es va mantenir com a colònia, però finalment va afermar la seva independència i va esdevenir el poder hegemònic al districte (Heres o Herae, Pires o Pirae, Megara, Cinosúria i Tripodisces). Al segle vii aC, era una de les principals ciutats gregues i comerciava amb l'est i oest.

## Llegendes sobre el seu origen

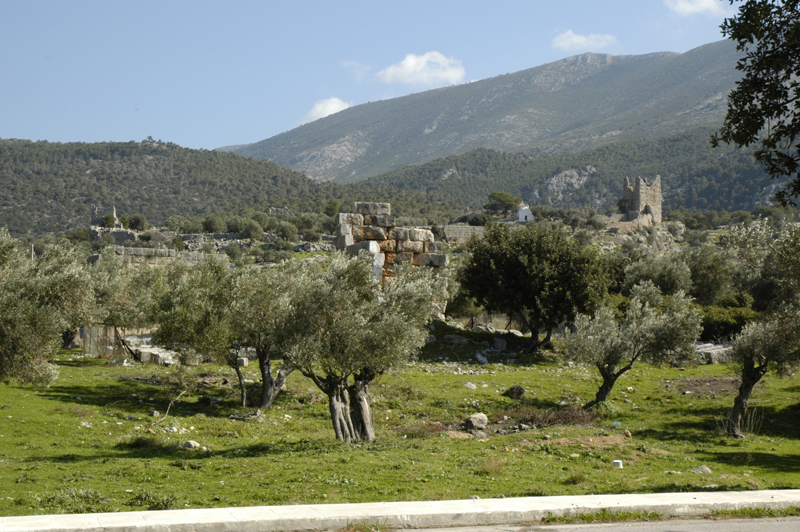
Paisatge de Mègara

Segons una llegenda, la va fundar Car, fill de Foroneu, o Coreb, un heroi de l'Argòlida. Dotze generacions després hi va arribar des d'Egipte Lèlex, heroi epònim dels leleges, al qual va succeir el seu fill Cleson, i successivament Pilas i Skiron, que es va casar amb la filla de Pandíon, rei d'Atenes. Nisos, fill de Pandíon, va disputar a Skiron la possessió de Mègara, i l'àrbitre Èac la va assignar a Atenes. Nisos fou succeït per Megareu, fill de Posidó, que es va casar amb Ifinoe, filla de Nisos i Abrota. A Megareu el va succeir el seu gendre Alcàtou.
Una altra llegenda diu que Pandíon, expulsat d'Atenes en temps del rei Pilas, va anar a Mègara i es va casar amb Pília, la filla de Pilas, al qual després va succeir. En el repartiment del regne entre els seus fills, Mègara va quedar per al més jove, Nisos, i es va dir Nisa (Νίσα). Quan Minos va atacar Nisos, Megareu, fill de Posidó, va venir des de Beòcia per ajudar-lo, i va ser enterrat a la ciutat. Nisos va ser derrotat i Minos va ocupar la ciutat i va demolir les muralles, que Alcàtou, fill de Pelops, va restaurar. Va venir d'Èlide, amb ajut d'Apol·lo. Hiperió, fill d'Agamèmnon, va ser el darrer rei de Mègara i a la seva mort es va establir la república i la democràcia.

## Història

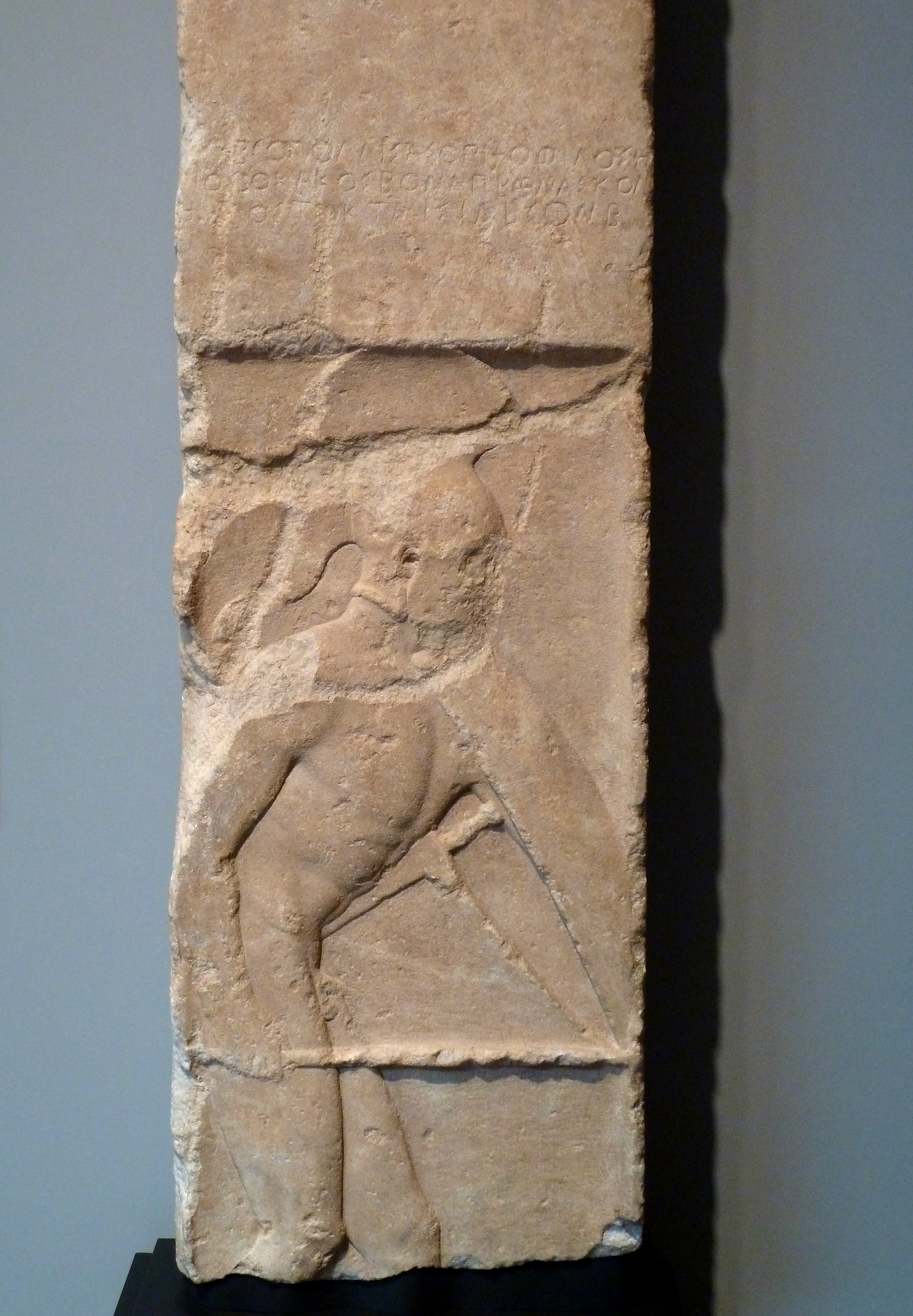
Llosa típica de Mègara, originàriament pintada, de cap al 480 aC

Cap a l'any 728 aC, es va fundar la colònia de Mègara Hiblea a Sicília, el 712 aC, Astacos a Bitínia, el 675 aC, Cízic a la Propòntida, el 674 aC, Calcedònia i el 657 aC, Bizanci. En aquest temps, se suposa que a Mègara es va inventar la comèdia.
La Diòclia (en llatí: Diocleia, en grec antic: Διοκλεια) era un festival celebrat a Mègara en honor de l'antic heroi atenenc Diocles (Διοκλῆς), que hi era exiliat. 
Les lluites de les classes inferiors pel poder de la ciutat van portar a la tirania de Teàgenes, sogre de Ciló, representant dels pobres. Va construir un aqüeducte i va fer altres edificacions; va governar potser entre el 630 aC i el600 aC i després d'ells la democràcia i l'aristocràcia es van disputar el poder. També hi va haver enfrontaments amb Àtica per l'illa de Salamina, que finalment va passar a Atenes gràcies a Soló.
En les guerres mèdiques, Mègara hi va participar amb vint naus, que van ser a Artemísion i Salamina. Un cos de l'exèrcit persa enviat contra el país, va ser rebutjat. Tres mil megarians van lluitar en la batalla de Platea.
Al segle v aC, Mègara es va enfrontar amb Corint en la Primera Guerra del Peloponès pels límits entre ambdues. Mègara va ser aliada d'Atenes mentre Corint ho era d'Esparta (455 aC). En aquest segle, es van construir les llargues muralles que unien la ciutat amb Nisea (Nisaea). Els atenencs van establir una guarnició a la ciutat i van construir una fortalesa a Peges (Pegae), al golf de Corint. Deu anys després, Mègara es va revoltar contra Atenes i van expulsar els atenencs de la ciutat, però aquests van retenir el port de Nisea i Peges fins al 445 aC, quan per la treva amb Esparta van lliurar aquestes posicions. Atenes va aprovar uns decrets (anomenats decrets megarians) que excloïen els megarians dels seus mercats i ports. Això va afectar tant Mègara que va demanar amb força la guerra contra Atenes a la seva aliada Esparta i al si de la lliga del Peloponès.
En esclatar la guerra, els atenencs van envair Mègara i van devastar el territori mentre la flota bloquejava el port. Cada any dels següents de la guerra, els atenencs van repetir la seva incursió, i algun any dues vegades. El 427 aC (cinquè any de guerra), Nícies va prendre possessió de l'illa de Minoa, davant Mègara i el seu port, i hi va instal·lar una guarnició.
Al vuitè any de la guerra (424 aC), el partit democràtic de Mègara, que havia expulsat els aristòcrates que s'havien refugiat a Peges, van pactar amb Atenes, i van oferir rendir la seva ciutat. Els atenencs van ser admesos a la ciutat i al cap de dos dies van ocupar el port de Nisea, però l'espartà Bràsides va avançar pel Peloponnès i va presentar batalla als atenencs al costat de Mègara, i els atenencs, en inferioritat, se'n van retirar.
L'aristocràcia i l'oligarquia se'n van assegurar el poder. La guarnició atenenca a les muralles es va rendir al cap d'uns mesos, però encara va conservar Nisea i Minoa. La treva de l'any següent va respectar aquestes posicions (421 aC). Mègara es va oposar a la pau, però no va entrar en cap aliança i al cap de dos anys va renovar la que tenia amb Esparta. Els atenencs van ocupar el port fins al 409 aC. Després, les dades sobre la seva història quasi desapareixen. Mègara era aliada d'Esparta, però va conservar la seva independència, si bé cada vegada amb un poder més dèbil.
Torna a aparèixer fins en el temps d'Alexandre el Gran, i després de la seva mort va obeir Antípater i després Cassandre. La guarnició que hi havia deixat Cassandre va ser expulsada per Demetri Poliorcetes, que va proclamar la llibertat de la ciutat (307 aC). Estava sota influència dels reis de Macedònia, però Arat la va obligar a unir-se a la lliga Aquea.
En la guerra contra Roma, es va rendir als romans sense lluita. Posteriorment apareix ja com a ciutat arruïnada. En temps d'Estrabó, s'hi va establir una colònia romana. Una tribu de la ciutat es va dir adrianis en honor d'Hadrià i la seva dona Víbia Sabina hi era adorada amb el nom de νέα Δημήτηρ ('nova Dèmeter'). Hadrià hi va construir un temple. Durant l'imperi va mantenir certa importància.
Al segle v, un oficial d'Anastasi anomenat Diògenes va restaurar les defenses de la ciutat. Durant els dos segles següents, la van saquejar repetidament els pirates de la Mediterrània.

## Cultura

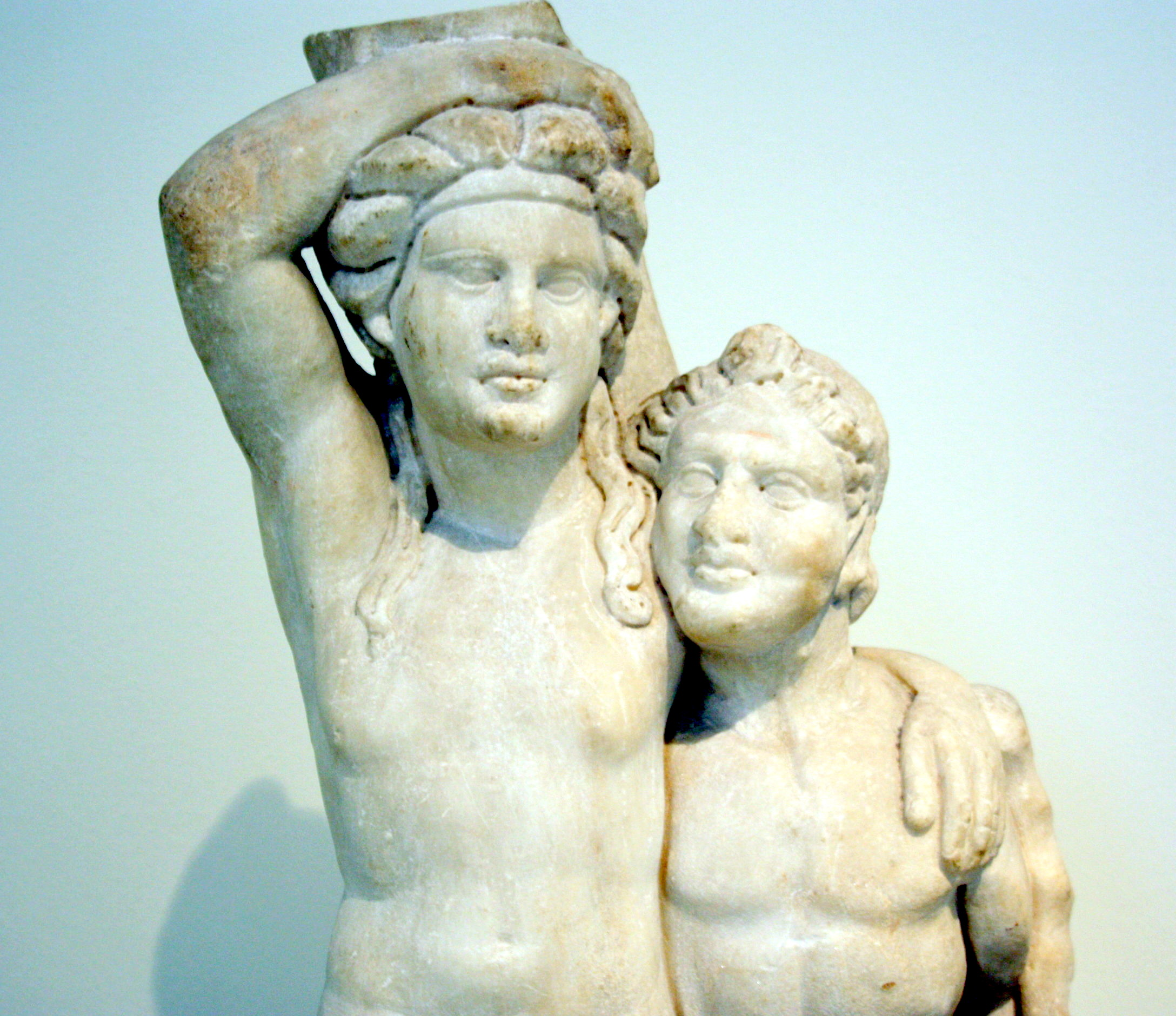
Dionís amb un sàtir, escultura trobada a Mègara, d'estil àtic, 250-260 dC

Els megarians són descrits, en part pels seus enemics atenencs, com amics del bon menjar, gent de mal caràcter, pèrfids, fraudulents i ignorants.
L'escola de Mègara va ser la seu d'una escola filosòfica fundada per Euclides, deixeble de Sòcrates. Els seus membres eren anomenats megarici o megàrics (Μεγαρικοί).
A Mègara es feien tres festivals: el de Diòcles en honor de l'heroi d'aquest nom; el d'Alcàtous, en honor d'aquest personatge; i els Jocs Pitis en honor d'Apol·lo Piti.